# كادانومو
كادانومو (باللغة العفارية: Kadanuumuu) هو لقب الحفرية ذات الرمز KSD-VP-1/1، وهي جزءٌ من حفرية أوسترالوبيثيكوس أفارينسيس البالغة من العمر 3.58 مليون عام، والتي اكتشفت في منطقة عفر في إثيوبيا في عام 2005 من قبل فريق يوهانس هايلي سيلاسي، وهي أمينة علم الإنسان الطبيعي في متحف كليفلاند للتاريخ الطبيعي. بناءً على تحليل الهيكل العظمي، يُعتقد أن الحفرية تُظهر بشكلٍ قاطع امتلاك هذا النوع للأقدام بشكلٍ كامل.
تُقاس حفرية الكادانومو بأنها أطول بكثير مما يقارب الخمسة أقدام من الحفرية الشهيرة لوسي التي تنتمي لنفس النوع والتي اكتشفت في سبعينيات القرن الماضي، ويبلغ عمرها أكثر من 400000 سنة. من بين الخصائص الأخرى، فإن لوح كتف الكادانومو هو الجزء الأقدم الذي اكتُشف حتى الآن بالنسبة للأسلاف الإنسانية.
قارن العلماء هذا النوع مع البشر المعاصرين، ووجدوا أن هذا النوع كان يعتمد على الأرض (أرضي) وليس على الأشجار. لا يتفق جميع الباحثين مع هذا الاستنتاج.